# レタパムリン
レタパムリン（英：Retapamulin）はグラクソ・スミスクラインが開発した局所抗生物質である。プレウロムチリン系抗生物質の新しいクラスで、ヒトへの使用が承認された最初の薬剤である。AltabaxやAltargoという商品名で軟膏として販売されている。
レタパムリンは伝染性膿痂疹などの細菌性皮膚感染症の治療のため、2007年4月にアメリカ食品医薬品局により承認された。2007年5月、同じ適応症で欧州医薬品庁からEUで承認された。
臨床試験ではMRSAを含む特定のグラム陽性菌に対する有効性が示されている。

## 適応
レタパムリンは、黄色ブドウ球菌（メチシリン感受性のみ）または化膿レンサ球菌による伝染性膿痂疹の局所治療に適応がある。

## 薬理学

### 作用機序
レタパムリンは抗菌剤で、具体的にはタンパク質合成阻害剤である。他の抗生物質とは異なる相互作用により、細菌のリボソームの50Sサブユニットで相互作用し、細菌のタンパク質合成を選択的に阻害する。

### 薬物動態学
無傷の皮膚からの局所使用での全身曝露は低い。

## 禁忌
報告されていない。

## 副作用
最も多く報告された副作用は使用部位の刺激であった。